# Ryuthela owadai
Espèce
Ryuthela owadai est une espèce d'araignées mésothèles de la famille des Liphistiidae.

## Distribution
Cette espèce est endémique de Tokashiki-jima dans les iles Kerama dans l'archipel Nansei au Japon,.

## Description
Le mâle holotype mesure 9,10 mm.
Les femelles mesurent de 6,80 à 10,50 mm.

## Systématique et taxinomie
Cette espèce a été décrite par Ono en 1997. Elle est placée en synonymie avec Ryuthela sasakii par Tanikawa en 2013. Elle est relevée de synonymie par Xu, Liu, Ono, Chen, Kuntner et Li en 2017.

## Étymologie
Cette espèce est nommée en l'honneur de Mamoru Owada.

## Publication originale
- Ono, 1997 : « New species of the genera Ryuthela and Tmarus (Araneae, Liphistiidae and Thomisidae) from the Ryukyu Islands, southwest Japan. » Bulletin of the National Science Museum, vol. A, vol. 23, p. 149-163 (texte intégral).